# Raymond Renefer
Raymond Renefer, pseudonyme de Jean-Constant-Raymond Fontanet, né à Bétheny (Marne) le 2 juin 1879 et mort à Andrésy (Yvelines) le 14 octobre 1957 est un peintre, illustrateur et graveur français.
Renefer aime les reflets du ciel changeant, les remous des courants et le va-et-vient des bateaux, les lumières de Paris, les paysages sous la pluie, les inondations, les canaux, mais aussi les rues de villes, les faubourgs sombres et les coins de campagne.
Renefer n’est pas seulement peintre et graveur, il est l’un de nos plus grands illustrateurs, notamment de livres d’art. Renefer a aussi soif d’instruire. Incomparable professeur de dessin et «maître à graver», ses écrits expliquent avec brio l’art et ses techniques.

## Biographie
Jean Constant Raymond Fontanet naît le 2 juin 1879 à Bétheny, près de Reims. Sa sœur jumelle, Valentine, décède l'année suivante à 18 mois. Ses parents, Martin Fontanet, ingénieur civil, et Marie Gilberte Chaudouet résident rue de Cambronne à Paris. Sa mère est issue d'une famille d'Andrésy, près de Conflans-Sainte-Honorine (Yvelines).
Renefer est élève des Beaux-Arts dans la classe de Paulin; le jeune étudiant en architecture préfère déjà longer les berges de la Seine et prendre ses crayons pour capter les reflets et la lumière de ses quais. Contre la volonté de ses parents, il décide de suivre une carrière artistique et prend le nom de Renéférant et plus tard raccourcir son nom à Renefer.
L'artiste habite Paris pendant plus de 50 ans et restera attaché à dessiner et peindre les paysages urbains avec une prédilection pour les berges de la Seine, des quais de Javel au pont de l'Alma, mais aussi Saint-Lazare, les Batignolles, Montmartre. Il rend régulièrement visite à son oncle à Andrésy où il s'installe définitivement en 1942.

### Les premiers succès d'un artiste libre
Ses premières expositions, des croquis et gravures de Paris, ont lieu dans l'atelier parisien de l'architecte et aquarelliste Maurice Yvon dont il épouse la fille Yvonne. Le jeune couple habite rue de la Tour et donne naissance à une fille en 1908, Raymonde Augustine, aussi appelée « Mondinette » ou « Belle Petite Monde ». Renefer participe à de très nombreux salons parisiens. Dès 1904, remarqué pour la qualité de ses estampes, il devient sociétaire du Salon des artistes français. Il rejoint rapidement la Société des peintres et graveurs de Paris. Deux ans plus tard, le jeune artiste entre au Salon d'automne pour y exposer pendant quatre décennies. En 1909, il devient un membre actif du Salon des indépendants auprès de Paul Signac puis Maximilien Luce. Nouveau sociétaire, Renefer est tour à tour membre du comité, secrétaire rapporteur, trésorier et membre de la commission de placement. En 1951, il en devient membre d'honneur, une exposition posthume est organisée après sa disparition. Entre 1908 et 1956, l'artiste prolifique aura exposé entre 10 et 20 nouvelles œuvres par an dans les salons les plus importants de cette époque.
Les critiques sont unanimes. Dès sa première exposition, l'État acquiert une première série de dessins et d'eaux-fortes, aujourd'hui conservés à Paris au musée Carnavalet et au musée du Domaine départemental de Sceaux.
Les expositions se succèdent et Renefer prend une place importante dans le cercle artistique de l’époque. Les galeries s'intéressent à lui et exposent ses dessins, aquarelles et huiles sur toile qui prennent progressivement une place de choix. La galerie Haussmann, rue La Boétie, organise sa première grande exposition de peintures en 1913. Intitulée Les Ponts de Paris, elle réunit 50 œuvres.
Renefer s'essaie aux dessins humoristiques et fait un aparté en tant que dessinateur de théâtre en collaborant à la revue Le Monde artiste illustré.
Pour sa peinture, les critiques d’art reconnaissent son talent et le compare à Albert Marquet et Jean-Baptiste Camille Corot. Appréciant son souci des valeurs justes, son réalisme et sa sensibilité, ils le classent parmi les nouveaux peintres de la réalité à la suite des post-impressionnistes et dans la lignée des peintres qui, de Eugène Boudin à Albert Lebourg, honorèrent leur époque.
La vie d'artiste de ce jeune papa est foisonnante : la journée dans les rues de Paris, sur les quais, puis dans son atelier pour la réalisation de ses estampes, l'organisation des Salons, les expositions. Enfin, quelques soirées consacrées à l'illustration pour le théâtre.

### Première Guerre mondiale
En 1914, lors de sa mobilisation dans le 1er régiment du génie, l'artiste est déjà reconnu comme un talentueux dessinateur et graveur. Les premières recherches indiquent qu'il réalise la topographie des champs de bataille. Il est décoré de la croix de guerre en novembre 1918 pour avoir « exécuté maintes fois de périlleuses reconnaissances dans les secteurs de la Woëvre, de Champagne, de l'Oise, de l'Aisne, se portant spontanément aux points les plus exposés pour exécuter les travaux et croquis relatifs à son service ». Il est nommé chevalier de la Légion d'honneur en 1928.
L'artiste a tous les jours l'occasion de crayonner quelques croquis sur ses nombreux carnets, s'attachant à témoigner de la vie au front, et de l'homme dans les villages et paysages dévastés. L'éditeur d'art Gaston Boutitie lui commande des eaux-fortes de Verdun et de la Somme en 1916. Il réalise deux port-folios de 15 gravures décrivant la vie au front par l'eau-forte. Il témoigne du quotidien des hommes dans le conflit comme le ferait aujourd'hui un reporter de guerre. Il ne le fera pas pour la propagande ou comme les modernes, pour dénoncer le progrès des machines de guerre et la destruction, mais avec humanisme, pour témoigner de la vie de ces soldats dans le no man's land. C'est pour la vérité de son témoignage, la justesse de son trait que l'éditeur proposa à Renefer d’illustrer la première édition du Feu d’Henri Barbusse, en 1917. « J’acceptais et exécutais 60 dessins gravés sur bois et 10 eaux-fortes. J’avais évidemment les  sujets sous les yeux ! Je me souviens que pour être tranquille, je travaillais dans les boyaux d’évacuation des tranchées.[réf. nécessaire] ». Les eaux-fortes sont réalisées en un seul état. Noël Clément-Janin écrit à propos de cet ouvrage : « Ce qui importe c'est de voir, en regard du récit, une image aussi véridique que lui. C'est si l'on veut, une illustration parallèle, dont l'idée part du texte, mais dont l'exécution s'appuie sur la réalité. Une telle illustration ne pouvait être faite qu'à cette heure même où la lutte continue, par un artiste au front, ayant continuellement ses références sous les yeux.
M. Barbusse a montré ce qu'il a vu et M. Renefer aussi. Ce livre contient donc Deux Vérités qui marchent côte à côte, avec leur personnalité bien distincte, l'une en trois cents pages, l'autre en dix eaux-fortes et quatre-vingt bois ! M. Renefer a été aussi riche en matière que M. Barbusse, et son talent, déjà confirmé par ses albums d'eaux fortes et de lithographies en reçoit une définitive consécration. »[réf. nécessaire]
Sa Correspondance de guerre, le plus souvent illustrée de croquis aquarellés, est aujourd'hui redécouverte. Renefer écrit à sa fillette de 8-10 ans, lui envoyant quelques dessins parfois drôles et toujours très démonstratifs. Pour cette correspondance, et particulièrement son carnet intitulé Carnet de Poilu, leur vie racontée aux enfants par Renefer, il relate pour sa fille qu'il nomme affectueusement « Belle Petite Monde » en trente aquarelles le quotidien des poilus : le soldat Renefer souhaite distraire et expliquer sa perception de la guerre à sa fille. L’artiste-poilu exprime aussi les prisonniers, les avions, les maisons en ruine, les civils en errance, la réalité est sous-jacente. Renefer passe un message de mémoire poignant, qui fait de lui un passeur de mémoire pour les générations actuelles et futures et donc à nous, enfants, petits-enfants et arrière-petits-enfants de la « génération sacrifiée ». Ce carnet est la source d'inspiration des classes participantes au concours national « Les Petits Artistes de la Mémoire, la Grande Guerre vue par les enfants », soutenue pour le Centenaire par l'Éducation nationale.
Sa fille habite alors chez sa grand-mère Jeanne de Plunkett à Giverny où Maurice Yvon a fait construire quelques villas. La petite Raymonde y est alors scolarisée à l’époque où Claude Monet entreprend la réalisation de la série des B. Renefer la retrouve lors de ses permissions choisissant comme halte Vernon (Eure).
Dans une lettre illustrée du 4 novembre 1916[réf. nécessaire], il écrit à son ami Hirsch :
Pluie - boue - pourriture

Du gris morne le jour

Un noir d'encre la nuit.

Dieu que la campagne 1916 est triste !

Voici un dessin que je crois bon, le voulez-vous ?

Le trait vous dira ce que je suis et ce que je pense…

Écrivez-moi… 

C'est ce qui nous fait croire que nous sommes encore des hommes.
Les Hauts de Meuse en Alsace est un album de 12 grandes lithographies réalisées au hasard des routes et des cantonnements, dans l’inconfort des déplacements successifs, au lendemain de la bataille de Verdun, le 21 février 1916 et après quatre jours de combats intenses.
Dès 1917, le catalogue raisonné de la collection Henri Leblanc, qui deviendra La contemporaine, répertorie les œuvres de Renefer réalisées pendant le conflit.

### L'après-guerre
Après la guerre, les Éditions Lapina lui commandent 49 eaux-fortes pour Le Cabaret d’Alexandre Arnoux, édité en 1922. Ces illustrations ont été réalisées après le conflit, d’après croquis. Renefer prend ici soin de les reprendre et son travail est plus lent, plus soigné. C’est ce qui fait ressentir ici une douceur particulière dans la manière même de graver. Il en ressort une composition plus réfléchie. Arthème Fayard lui commande des gravures sur bois pour Gaspard de René Benjamin, dans la collection du Livre de Demain.
Ses ouvrages illustrés sont très nombreux : Mon Frère Yves de Pierre Loti, La vagabonde de Colette, Dix-sept histoires de marin de Claude Farrère…
Raymond Renefer habite l'ouest parisien depuis son enfance, dans les 15e et 7e arrondissements. Ensuite, après son mariage avec Yvonne Yvon, fille de l'architecte Maurice Yvon, il habitera le 16e arrondissement, puis dans les ateliers de la cité Montmartre-aux-artistes au 189, rue Ordener avant de venir dans le quartier des Batignolles.
La peinture de Renefer aborde les paysages de Paris, d'Andrésy, les bords de Seine et les ports marchands : « Renefer nous attache par sa couleur franche, claire et libre. Ici la virtuosité ne dissimule rien. Elle nous fait peut-être songer à Signac, mais avec une discrétion si délicate que cela n’est pas pour nous déplaire. »
Dès les années 1920, sa peinture prend de l’ampleur, il adapte sa palette à la nature et non la nature à sa palette. Peintre de la couleur vraie, « Renefer devient le « maître d’Andrésy », comme ses grands aînés furent le maître d’Aix ou le maître de Giverny ».
Charles Fegdal écrit : « Renefer est le promeneur extasié de Paris et de l’Île-de-France. À toutes les saisons, baignés dans toutes les lumières, selon le temps et selon l'heure, voici les plus fluides paysages du pays séquanien. Renefer les peint, ces coins urbains et sururbains, avec une âme chaque fois neuve — et sa peinture est excellente quand il se laisse aller à la tendresse et à l'amour, ce qui lui arrive huit fois sur dix. »
Les critiques contemporains lui décernent le titre de « peintre de l’air et de l’eau », de « poète de la Seine » et le comparent à Albert Marquet et Camille Corot.
Il est directeur des livres d'art chez Flammarion, professeur principal à l'École ABC de dessin pendant plus de 30 ans aux côtés de Henry Gazan, procurant son savoir à des milliers d'élèves, créateur de concours sur la gravure, de différentes académies et sociétés d'artistes, participe à deux ou trois expositions par an.

Depuis son enfance, il séjourne chez sa famille à Andrésy dans les Yvelines. Il s’y installe définitivement à la fin des années 1930 et y résidera jusqu’à sa mort en 1957.
Il expose 53 toiles à la galerie Javal et Bourdeaux à Paris en avril 1931 : 19 toiles d’Andrésy, deux de Conflans-Sainte-Honorine, deux de Fin d’Oise, huit d'Asnières, une de Chanteloup-les-Vignes, deux de Poissy et Argenteuil. Les autres viennent de Montmartre, de Clichy, de Bagnolet, ou des quais parisiens, de Billancourt à l’île Saint-Louis.
Raymond Renefer est inhumé au nouveau cimetière d'Andrésy surplombant la Seine.

## Illustrations
« Aquafortiste consommé », Raymond Renefer illustre plus de cent livres, pour la plupart des romans de la collection « Le Livre de demain » éditée par la Librairie Arthème Fayard, dont :
- Henri Barbusse, Le Feu, Gaston Boutitie, 1918 ;
- Georges Courteline, L'éternelle histoire Boubouroche, Gaston Boutitie, 1919 ;
- Louis Bertrand, La Gréce du soleil et des paysages, Gaston Boutitie, 1920 ;
- Alexandre Arnoux, Le Cabaret, Éditions Lapina, 1922 ;
- Lucie Delarue-Mardrus, La Cigale, Librairie Arthème Fayard, Collection « Le Livre de demain », no 13, 1924 ;
- Jean Lorrain, Portraits littéraires et mondains, 14 eaux-fortes originales, 516 exemplaires numérotés, Baudinière, Paris, 1926 ;
- Charles Maurras, Anthinea - D'Athènes à Florence, 132 bois originaux, 386 exemplaires numérotés, Éditions Lapina, 1927 ;
- Paris, 1937, ouvrage collectif, 62 lithographies par 62 artistes, dont : Georges Huisman, Les musées, lithographies de Gabriel Belot et Renefer, 500 exemplaires numérotés, Imprimerie Daragnès pour la ville de Paris, Exposition universelle de 1937 ;
- Georges Duhamel, Cécile parmi nous, illustré par 57 bois originaux, Librairie Arthème Fayard, Collection « Le Livre de demain », no 220, 1941 ;
- Jean Giraudoux, Bella. Histoire des Fontranges, illustré de 22 bois originaux, Librairie Arthème Fayard, Collection « Le Livre de demain », 1947 ;
- René Benjamin, Gaspard, illustré de 21 bois originaux, Librairie Arthème Fayard, Collection « Le Livre de demain » ;
- Colette, La Vagabonde ;
- Pierre Loti, Mon frère Yves, Le Livre Contemporain, 1927 ; nouvelle édition chez Bleu-Autour, 2020 ;
- Claude Farrère, Dix-sept Histoires de Marins, Flammarion, 1930.

## Collections publiques
Brésil
- São Paulo, musée d'Art de São Paulo.

France
- Châlons-en-Champagne, musée des Beaux-Arts et d'Archéologie.
- Le Havre, musée d'Art moderne André-Malraux.
- Meaux, musée de la Grande Guerre du pays de Meaux.
- Nanterre, La Contemporaine.
- Paris :
  - musée de l'Armée.
  - musée Carnavalet :
    - croquis et eaux-fortes du Paris 1900 ;
    - premières peintures de Raymond Renefer sur le thème des inondations de 1910.
- Péronne, Historial de la Grande Guerre.
- Saint-Denis (La Réunion), musée Léon-Dierx.
- Saint-Denis (Seine-Saint-Denis), musée d'Art et d'Histoire.
- Vannes, musée des Beaux-Arts La Cohue.
- Verdun, Mémorial de Verdun.

## Expositions

### Expositions personnelles
- 1906 : première exposition particulière dans l'atelier de Maurice Yvon, Paris.
- 1910 :
  - « Vues de Paris », librairie, rue de Richelieu, Paris.
  - « Les Ponts de Paris », galerie Danthon, Paris.
- 1913 : « Les Ponts de Paris », galerie Haussmann, Paris (50 tableaux).
- 1919 : galerie Reitlinger, Paris (46 aquarelles et peintures).
- 1931 : galerie Javal et Bordeaux, Paris.
- 1922 : galerie Reitlinger, Paris.
- 1924 : galerie Reitlinger, Paris.
- 1926 : galerie Reitlinger, Paris.

### Expositions collectives
- 1904 : Salon des artistes français, section gravure, Paris. Participation jusqu’en 1913.
- 1906 : Salon des artistes décorateurs, Paris.
- 1907 : exposition des amis de Jean Lorrain pour la consultation des projets de son monument, Fécamp.
- 1908 : Salon d'automne (4 tableaux). Renefer y expose tous les ans jusqu'en 1954.
- 1909 :
  - première exposition de la nouvelle Société des peintres et graveurs de Paris, avec Steinlein, Frank-Boggs, Jules Adler, galerie Devambez, Paris.
  - Salon d'automne (2 tableaux).
  - Salon des indépendants (6 peintures dont Les crues de la Seine). Renefer exposera tous les ans jusqu’en 1957.
- 1910 :
  - « Les inondations de Paris », galerie Devambez, Paris.
  - 2e exposition de la nouvelle Société des peintres et graveurs de Paris, galerie des Artistes modernes, Paris.
  - Salon d'automne (1 tableau).
- 1911 :
  - Salon des humoristes, Paris.
  - Salon d'automne (4 tableaux).
  - Salon des indépendants (6 tableaux).
- 1912 :
  - Salon d'automne (1 tableau).
  - Salon des indépendants (3 tableaux).
- 1913 : Salon d'automne (4 tableaux).
- 1914 :
  - Salon de la Société nationale des beaux-arts, Paris, il obtient le prix Colonial.
  - « L'année picturale », galerie Haussmann, Paris.
- 1917 :
  - Salon de la guerre, Paris.
  - Salon des Armées, Paris.
- 1919 :
  - Salon des artistes français.
  - Salon d'automne (3 tableaux).
- 1920 :
  - « Le groupe amical », galerie Reitlinger.
  - Salon des artistes français.
  - Salon d'automne (3 tableaux).
  - Olympia, Le Bal des artistes.
- 1921 : galerie Devambez, Paris, avec entre autres Foujita et Lebasque.
- 1922 :
  - galerie La Boétie, Nouveau Salon, Paris, avec Peské, Dulac, Mainssieux, Céria.
  - Salon d'automne (3 tableaux).
  - Salon des indépendants (3 tableaux).
  - galerie Devambez, Paris, avec Foujita, Van Dongen.
- 1923 :
  - Salon d'automne (2 tableaux).
  - Salon des indépendants (3 tableaux).
- 1924 : Salon d'automne (4 tableaux).
- 1925 :
  - Salon d'automne (2 tableaux).
  - Salon des indépendants (2 tableaux).
- 1926 :
  - galerie Le Rozeau, Paris.
  - Salon d'automne (2 tableaux).
  - Salon des indépendants (1 tableau).
- 1927 :
  - Salon d'automne (2 tableaux).
  - Salon des indépendants (2 tableaux).
- 1928 :
  - galerie Reitlinger, Paris, avec M. Cassatt, A. Lebourg, Forain, Lebasque, Franck-Boggs.
  - galerie d'art du Montparnasse, Paris, avec Guyot, Signac, Cross, Vlaminck, Marquet, Modigliani, Laurencin, Dufy, Lebourg.
  - Salon d'automne (2 tableaux).
  - Salon des indépendants (2 tableaux).
- 1929 :
  - « Les hommes peintres de fleurs », galerie Pleyel, Paris.
  - Arts français contemporains, Tokyo puis Osaka.
  - Salon d'automne (4 tableaux).
  - Salon des indépendants (2 tableaux).
- 1930 :
  - galerie Bru, Paris, avec Antral, Leveillé.
  - galerie de l'Essort décoratif moderne, Paris, avec Antral, Pascal.
  - mairie de Triel, « Rétrospective Lebourg et Dulac », avec Marquet, Luce, Vlaminck, Dunoyer de Segonzac, Lhote.
  - Salon d'automne (2 tableaux).
  - Salon des indépendants (2 tableaux).
- 1931 :
  - Salon d'automne (2 tableaux).
  - Salon des indépendants (2 tableaux).
- 1932 :
  - « Grande exposition des peintres des provinces françaises », galerie Charpentier, Paris, avec Antral, Gromaire, Cavallès, Limouse, Cochet, Le Breton, Friez, Zingg, Valtat.
  - galerie du Figaro, Paris.
  - premier Salon de Conflans-Sainte-Honorine, avec Le Petit, Le Bail, Signac, Luce, Antral, Guyot, Roubille.
  - Limoges.
  - « Le Paris-Moderne » à Bruxelles, Copenhague, Madrid, Leipzig, Tunis, Buenos-Aires, Tokyo, Paris.
  - Salon d'automne (2 tableaux).
  - Salon des indépendants (2 tableaux).
  - « Livre d'art », Petit Palais, Paris.
- 1933 :
  - galerie Charpentier, Salon du Billet de Mille.
  - Salon des indépendants (2 tableaux).
- 1934 :
  - « 4e Groupe des artistes de ce temps », Petit Palais, Paris, avec Le Breton, Robert Antral, André Dignimont, Cochet, Clément-Serveau, Delatouche[10].
  - Art national dans le Train-Exposition.
  - 2e Salon du Parisis, château du Prieuré, Conflans-Sainte-Honorine, avec Signac, Luce, Antral, Barat-Levraux.
  - Salon d'Automne (2 tableaux).
  - Salon des Indépendants (12 tableaux, 6 sépias de Bretagne)
- 1935 :
  - galerie Charpentier, Salon du Billet de Mille.
  - Salon des indépendants (2 tableaux).
  - Salon d'automne (2 tableaux).
- 1936 :
  - Salon d'automne (2 tableaux).
  - Salon des indépendants (2 tableaux).
- 1937 :
  - Exposition universelle de 1937, 1re médaille d’or et membre du jury de peinture.
  - Salon d'automne (4 tableaux).
  - Salon des indépendants (2 tableaux).
- 1938 :
  - Mairie de Montreuil, « Hommage à Signac », avec Luce, Antral, Gromaire.
  - Salon d'automne (2 tableaux).
  - Salon des indépendants (2 tableaux).
- 1939 : Salon des indépendants (2 tableaux).
- 1940 : Salon des indépendants (2 tableaux).
- 1941 :
  - Palais de Tokyo, exposition organisée par Entr’Aide aux Artistes, Paris.
  - Salon des indépendants (2 tableaux).
  - galerie Sélection, « Les intimistes », Paris-Tunis.
- 1942 :
  - Salon d'automne (3 tableaux).
  - Salon des indépendants (6 tableaux).
  - « Renefer, sur le vif », galerie Sirius, Paris.
- 1943 :
  - galerie d’art Germonde, Châlons-sur-Marne.
  - « Les Intimistes », galerie Sélection, Paris, avec Céria, Lotiron, Picard-Ledoux.
  - Salon d'automne.
  - Salon des indépendants (6 tableaux).
- 1944 :
  - galerie Allard, 2e groupe des peintres du Salon d'automne, Paris.
  - galerie du Livre.
  - Salon des indépendants (5 tableaux).
  - « L'aquarelle romantique et contemporaine », galerie Charpentier, Paris, avec Bonnard, Desnoyer, Dignimont, Dufy, Dunoyer de Segonzac, Helleu, Lhote, Marquet, Manguin, Van Dongen, Vlaminck.
  - « Paysages de l’Île-de-France », rétrospective Renefer, Les Trois Quartiers, Paris.
  - galerie Lejeune.
  - Salon d'automne (2 tableaux).
- 1945 :
  - galerie Allard.
  - « Les Plaisirs de la Campagne », galerie Charpentier.
  - « Renefer et P. Ladureau. Peinture récentes », galerie Sélection, Paris.
  - galerie Sélection, Paris, avec Ladureau.
  - Salon d'automne (2 tableaux).
  - Salon des indépendants (6 tableaux).
- 1946 :
  - « Les petits formats », galerie Ariel.
  - 3e Salon du Parisis, château du Prieuré, Conflans-Sainte-Honorine, avec Bourut, Lebourg, Guyot, Delamotte.
  - Salon d'automne (2 tableaux).
  - Salon des indépendants (2 tableaux).
- 1947 :
  - 4e Salon du Parisis, château du Prieuré, Conflans-Sainte-Honorine.
  - Salon du Vexin, musée Tavet, Pontoise.
  - Salon d'automne (2 tableaux).
  - Salon des indépendants (2 tableaux).
- 1948 :
  - 5e Salon du Parisis.
  - Salon d'automne (2 tableaux).
  - Salon des indépendants (2 tableaux).
- 1949 :
  - 6e Salon du Parisis.
  - Salon du Vexin, musée de Pontoise, avec L. Maillol, Brayer, Bourut, Friez, Quizet, Rivière, Limouse, Le Petit, G.Rouault.
  - hôtel de ville, Bourges.
  - Salon d'automne (2 tableaux).
  - Salon des indépendants (2 tableaux).
- 1950 :
  - 7e Salon du Parisis.
  - Salon des indépendants (2 tableaux).
- 1951 :
  - 8e Salon du Parisis.
  - Salon du Vexin, musée de Pontoise, avec Paul-Émile Pissarro, Gérina, Guyot, Padiou.
  - Salon d'automne (2 tableaux).
  - Salon des indépendants (2 tableaux).
- 1952 :
  - Salon d'automne (2 tableaux).
  - Salon des indépendants (2 tableaux).
- 1953 :
  - Salon d'automne (2 tableaux).
  - 10e Salon du Parisis, rétrospective Renefer, avec Guyot, Helbig-Fortunel, Naudin, Poupineau, Padiou, Martineau.
  - Salon des indépendants (2 tableaux).
- 1954 :
  - Salon d'automne[11].
  - Andrésy (au profit des anciens prisonniers de guerre et Caisse des écoles).
  - Salon d'automne (2 tableaux).
  - Salon des indépendants (2 tableaux).
- 1957 : Salon des indépendants (2 tableaux)[12].
- 1958 : Salon des indépendants, exposition posthume (6 tableaux).

## Galerie

Œuvres de Raymond Renefer
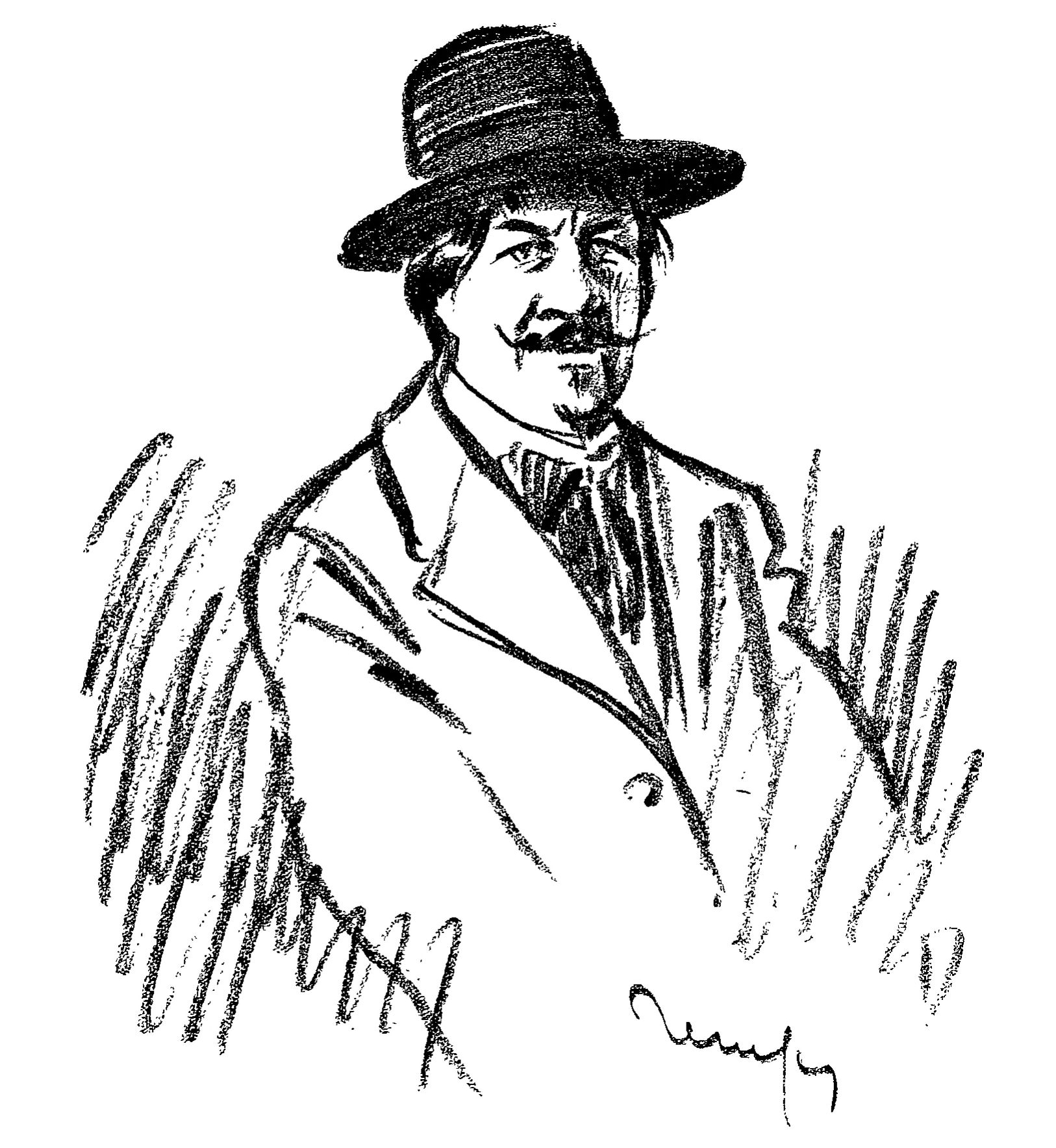
"Gustave_Charpentier", revue Le Monde artiste, 25 janvier 1913.
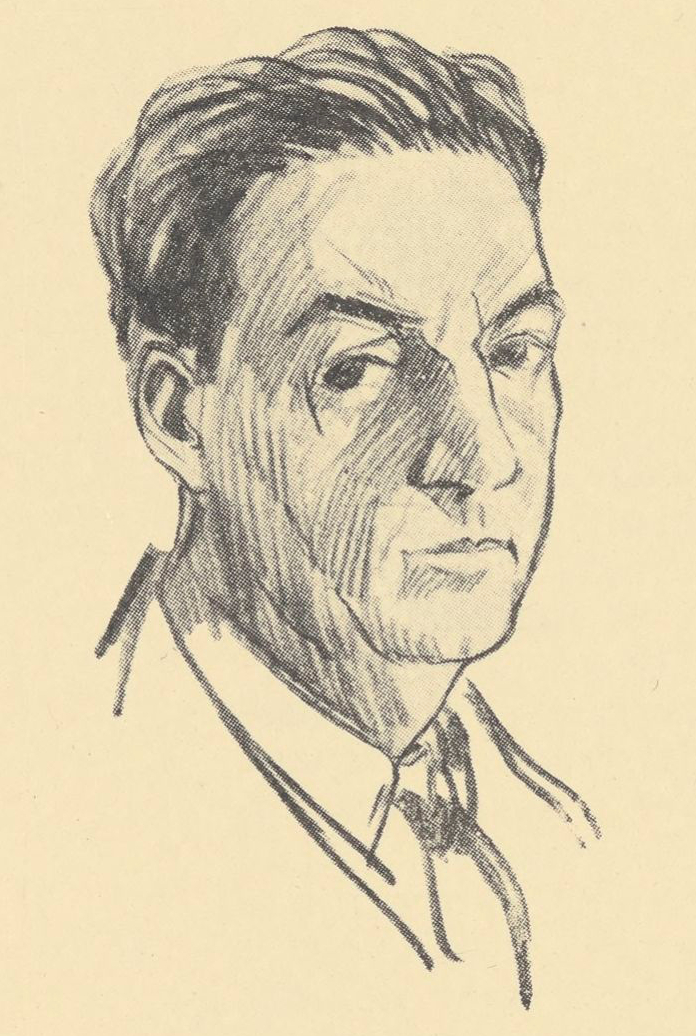
"Autoportrait", revue La Gerbe, 19 mars 1927.
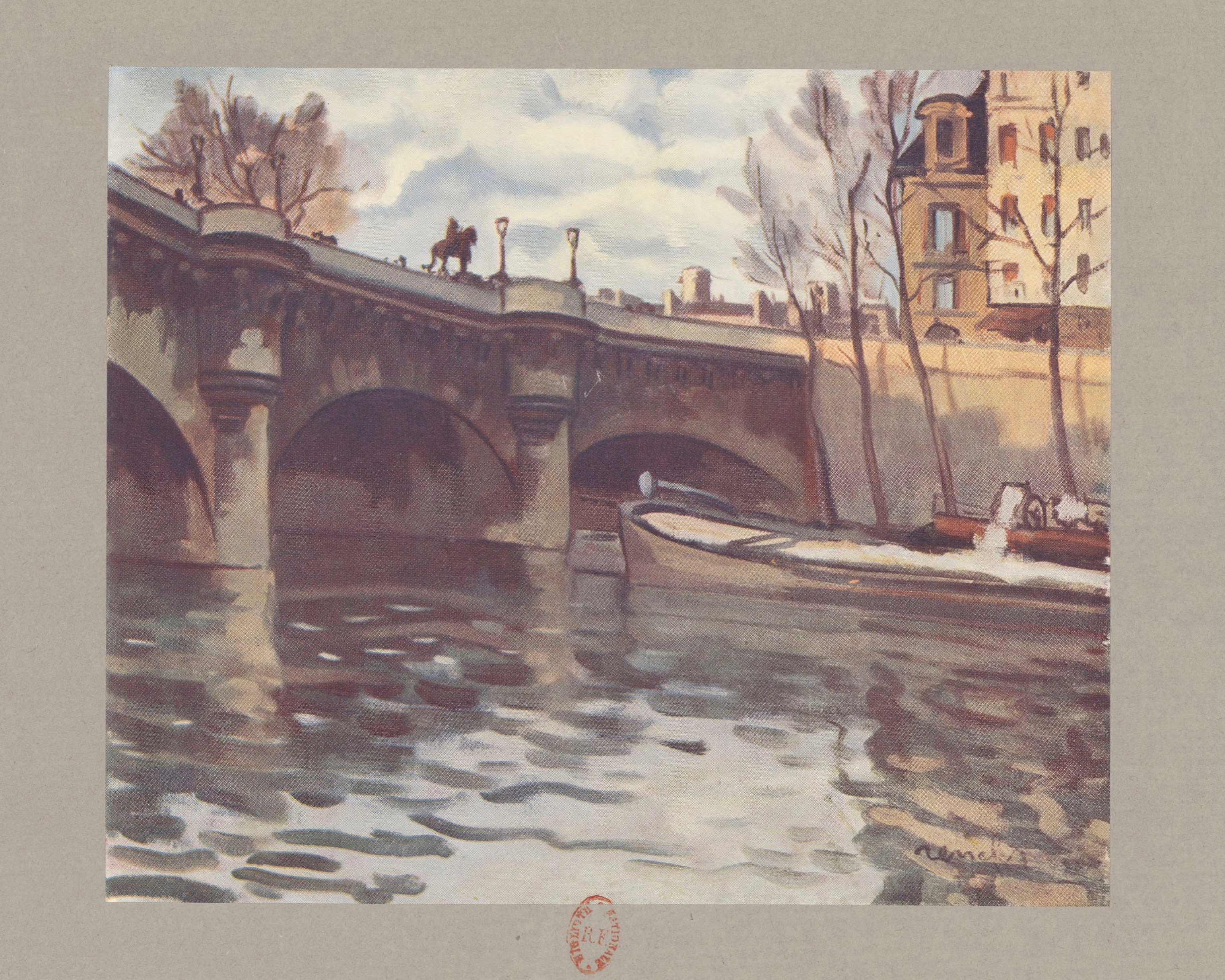
"Le Pont Neuf", revue La Gerbe, 19 mars 1927.
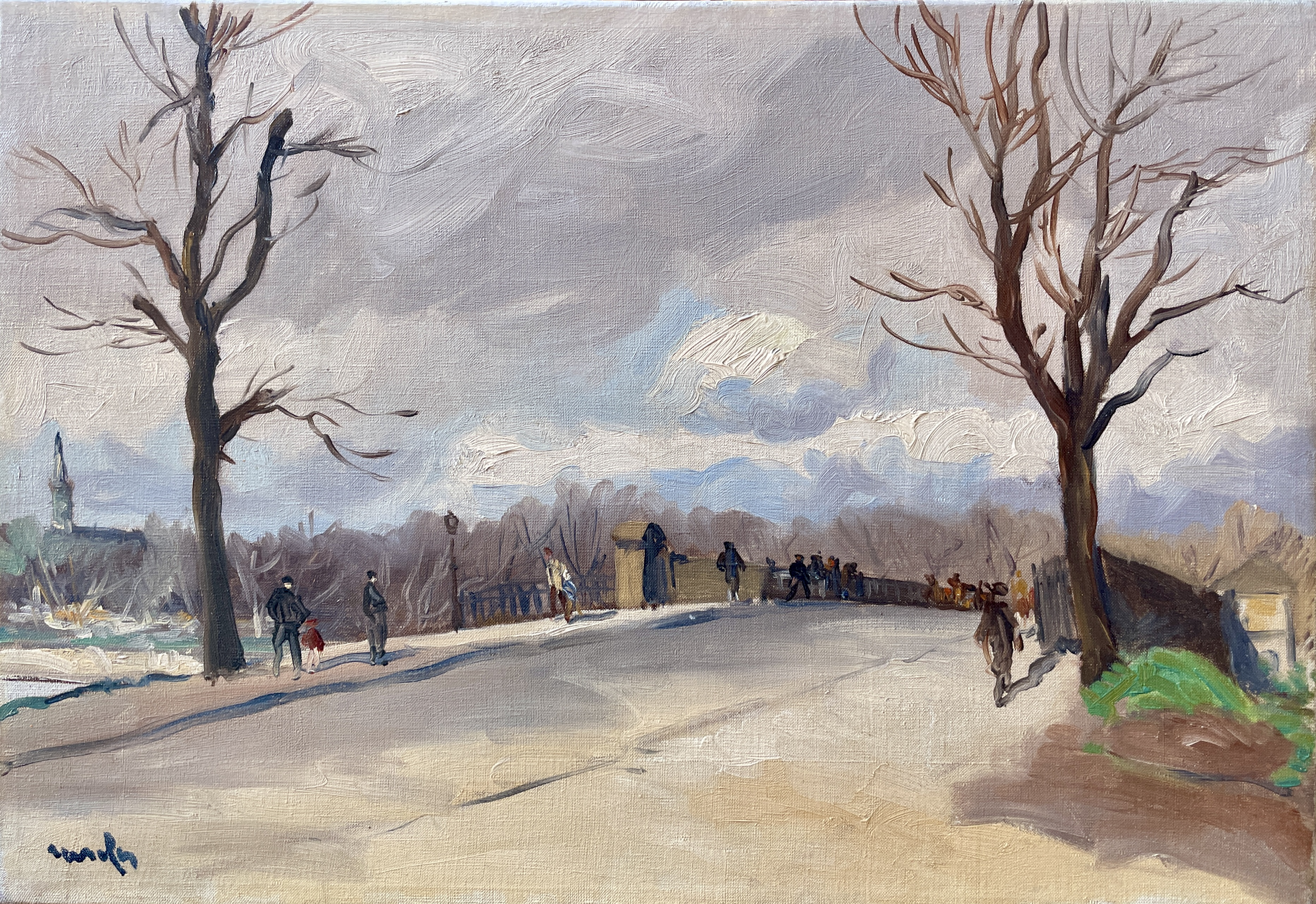
« L’Entrée du pont d’Argenteuil », 1933, huile sur toile, 38x55 cm. Collection privée.

## Vente publique
- Vente de l'atelier Raymond Renefer, hôtel des ventes de Versailles, 30 avril 1972[8].

## Réception critique
- « Renefer a chanté avec une précision, une exactitude, une sensibilité extrême, la beauté et le caractère de l’air de Paris. Ses ponts sont divers, multiples et d’une personnalité suffisante pour qu’on ait bien l’impression d’être devant l’œuvre d’un artiste jeune, sincère et enthousiaste » - Comoedia, Galerie Haussmann, 1913.
- « De tous les sites de notre capitale, M. Renefer a choisi les plus mélancoliques et les plus tendres. Aussi, est-ce d’une âme émue et d’un art très sûr qu’il a rendu dans sa série des Ponts de Paris, les ciels limpides ou tristes et les arbres élancés qui font des quais de la Seine le vrai pays de gloire. Riante ou voilée, la lumière d’Île-de-France baigne réellement ses toiles et ses dessins où l’on voit errer sous les ombrages alignés les promeneurs désabusés des bancs publics. » - Galerie Haussmann, 1913.
- « Il s'égara dans les banlieues : suies, fumées, plâtras, baraquements vacillants de Vanves et de Malakoff, fanges de Javel, paysages d'usines noires, cahutes perdues dans des plaines lépreuses, galvaudeuses équivoques vautrées sur des « fortifs » poisseuses ou pelées, chantiers de démolition pareils à des villages détruits où les graminées, elles-mêmes, n'osent plus croître, cieux tragiques et pesants, - ou si clairs ! Il a fixé comme nul autre tout cela : par l'intensité de son talent, une beauté très spéciale mais très matérielle. » - Georges Normandy, La Gerbe, 1920.
- « Renefer est le promeneur extasié de Paris et de l’Île-de-France. À toutes les saisons, baignés dans toutes les lumières, selon le temps et selon l’heure, voici les plus fluides paysages du pays séquanien. Renefer les peint, ces coins urbains et suburbains, avec une âme chaque fois neuve et sa peinture est excellente quand il se laisse aller à la tendresse et à l’amour, ce qui lui arrive huit fois sur dix. » - Charles Fegdal, 1931.
- « Renefer devient le maître d’Andrésy comme ses grands aînés furent le maître d’Aix ou le maître de Giverny. Dix-neuf toiles de cette exposition furent faites à Andrésy même, deux à Conflans, deux à Fin-d’Oise, huit à Asnières, une à Chanteloup, deux à Poissy, une à Argenteuil. Les autres viennent de Montmartre, de Clichy, de Bagnolet. » - Ernest Tisserand, 1931.
- « La vision de Renefer n'est point celle des Impressionnistes. À la féérie papillonnante des couleurs, il préfère la simplification et la sévère expression d'un dessin fortement appuyé sur lequel il balaie largement les couleurs. » - Georges Turpin, 1946.
- « Une émotion à fleur de peau, un dialogue amical avec la nature et les objets transmis à travers des paysages fluides et tendres. Une première formation d'architecte explique l'aisance du peintre à apporter tout naturellement une construction solide au moindre de ses croquis aquarellés. » - Gérald Schurr[13].

## Distinctions
- Croix de guerre 1914-1918[14].
- Chevalier de la Légion d'honneur[14].